# 251 г. пр.н.е.
251 (двеста петдесет и първа) година преди новата ера (пр.н.е.) е година от доюлианския (Помпилийски) римски календар.

## Събития

### В Римската република
- Консули са Луций Цецилий Метел и Гай Фурий Пацил.
- 13 април (априлските иди) – Гай Аврелий Кота празнува триумф за победата над картагенците.[1]
- Продължава Първата пуническа война.

### В Гърция
- Арат Сикионски и малка група сподвижници планират и успешно извършват преврат в град Сикион като свалят от власт и прогонват тирана Никокъл. Смяната на властта позволява на над 600 изгнаници изгонени от града от този и предишни тирани да се завърнат.[2]
- Арат присъединява Сикион към Ахейския съюз.[2]
- Арат предприема пътешествие (251 – 250 г. пр.н.е.) до птолемейски Египет, за да търси подкрепата на Птолемей II, от когото получава парична помощ в размер на 40 таланта дадени веднага и обещание за още 110 таланта изплащани на части.[3]